# Rispiger Blauweiderich
Der Rispige Blauweiderich (Veronica spuria L., Syn.: Pseudolysimachion spurium (L.) Opiz) ist eine Pflanzenart aus der Familie der Wegerichgewächse (Plantaginaceae). Früher wurde er in die Gattung der Blauweideriche gestellt, diese wird jedoch heute in die Gattung Ehrenpreis einbezogen. Die Art ist in Deutschland ausgestorben.

## Merkmale
Der Rispige Blauweiderich ist ein sommergrüner, rosetteloser, ausdauernder Geophyt mit einem Pleiokormrhizom, der Wuchshöhen von 50 bis 120 Zentimeter erreicht. Der Stängel weist oben eine mäßig dichte Behaarung aus 0,1 bis 0,2 Millimeter langen, nach unten gekrümmten drüsenlosen Haaren auf. Die Laubblattspreite ist spitz und scharf gesägt. Dazwischen finden sich meist längere Haare, die abstehen und drüsig sind. Die Fruchtstiele sind 2,5 bis 5 Millimeter lang, was mehr als der 1,5-fachen Länge der Deckblätter entspricht. Sie und die Deckblätter sind mit sehr kurzen, nur durch eine Lupe sichtbaren Drüsenhaaren locker bis mäßig dicht bedeckt. Die Deckblätter sind lanzettlich und 1 bis 3 Millimeter lang. Zusätzlich zur endständigen Traube finden sich in den Achseln der Hochblätter meist weitere 5 bis 10 (selten bis 12) Trauben, die meist fast die gleiche Länge haben. Die Griffel sind 3 bis 5 (selten bis 6) Millimeter lang.
Die Blütezeit liegt im Juli. Die Blüten sind vorweiblich und werden durch Insekten bestäubt. Die Samen verbreiten sich durch Stoßausbreitung.
Die Chromosomenzahl beträgt 2n = 34.

## Vorkommen
Der Rispige Blauweiderich wächst in Trockenwaldsäumen in Gesellschaften des Verbands Geranion sanguinei. In Deutschland ist die Art ausgestorben, früher kam sie bei Wandersleben in Thüringen sowie bei Freyburg, Halle und Halberstadt in Sachsen-Anhalt vor.
In Österreich kommt sie nur im Burgenland (Eisenberg an der Pinka, Rohrbach bei Mattersburg) vor und gilt bundesweit als vom Aussterben bedroht. Weitere Vorkommen gibt es in Ungarn an der österreichischen Grenze bei Ágfalva sowie in Mähren in den Weißen Karpaten. Die Art hat ein pannonisch-pontisches Areal.